# Jérôme Carcopino
Pour les articles homonymes, voir Carcopino.
Jérôme Ernest Joseph Carcopino, né le 27 juin 1881 à Verneuil-sur-Avre (Eure) et mort le 17 mars 1970 dans le 7e arrondissement de Paris, est un historien spécialiste de la Rome antique, haut fonctionnaire et homme politique français.
Il est le cousin de l'écrivain Francis Carco.

## Biographie

### Jeunesse et études
Issu d'un milieu familial républicain et progressiste, Jérôme Carcopino est le fils unique d'un médecin d'origine corse, Joseph Carcopino, qui s'est installé à Verneuil-sur-Avre où il épouse en 1880 Françoise Alphonsine Dumond, fille de propriétaires terriens, qui meurt de fièvre typhoïde dix huit mois après la naissance de son fils le 27 juin 1881. C'est la deuxième épouse de Joseph Carcopino, Amelina Combel, qui va éduquer  le jeune Jérôme. Elle est issue d'une famille de la petite bourgeoisie paysanne normande.
Jérôme Carcopino est baptisé à sa naissance mais est plutôt libre penseur, son retour au catholicisme s'affirmant en 1938. Lui-même aura six enfants et une de ses filles épousera le fils d'un pédagogue réputé, Georges Bertier. Deux de ses fils meurent de la tuberculose.
Il fait ses études secondaires d'abord au collège Sainte-Barbe, où il est pensionnaire à partir de 1892, puis au lycée Henri-IV, qu'il intègre en classe de quatrième. Entré à l'École normale supérieure en 1901, il est reçu premier à l'agrégation d'histoire et de géographie en 1904.

### Carrière universitaire
Membre de l'École française de Rome de 1904 à 1907, où il poursuit ses études en compagnie de Louis Halphen, Lucien Romier et Louis Hautecœur, il y séjourne quelque temps et se lie d'amitié avec Albert Grenier. Il y acquiert un début de renommée internationale par sa polémique avec Michel Rostovtzeff et surtout au sujet de l’inscription d'Ai'n-el-Djemala.
Il est ensuite nommé professeur d'histoire au lycée du Havre, où il enseigne de 1907 à 1911.
Après avoir été pendant un an secrétaire de Raymond Poincaré, il est chargé de cours en 1912 à la faculté d'Alger. L'année suivante, il obtient le statut d'inspecteur adjoint et devient directeur du musée national des antiquités algériennes.
Pendant la Première Guerre mondiale, il sert comme lieutenant de zouaves dans l’armée d'Orient et obtient deux citations et la Légion d'honneur à titre militaire. À son retour de cette guerre, il devient pacifiste, conservateur et traditionaliste.
En 1918, il soutient ses deux thèses (notamment une traitant des origines d'Ostie selon l'œuvre de Virgile) et est élu maître de conférences d'histoire romaine en 1920, professeur sans chaire en 1925 et professeur d'histoire romaine en 1930 à la Sorbonne, à la suite de son maître Gustave Bloch. À la mort de Mgr Louis Duchesne, il est nommé directeur par intérim de l'école française de Rome pour l'année scolaire 1922-1923, le temps de désigner un directeur titulaire. Cet intermède lui permet de moderniser profondément cette école et également de relancer sa carrière. En 1931, il est président de la Société libre d'agriculture, sciences, arts et belles-lettres de l'Eure.
En 1937, il est nommé directeur de l'École française de Rome pour six ans mais doit regagner la France après la déclaration de guerre de l'Italie.

### Carrière politique

#### Ministre de Vichy

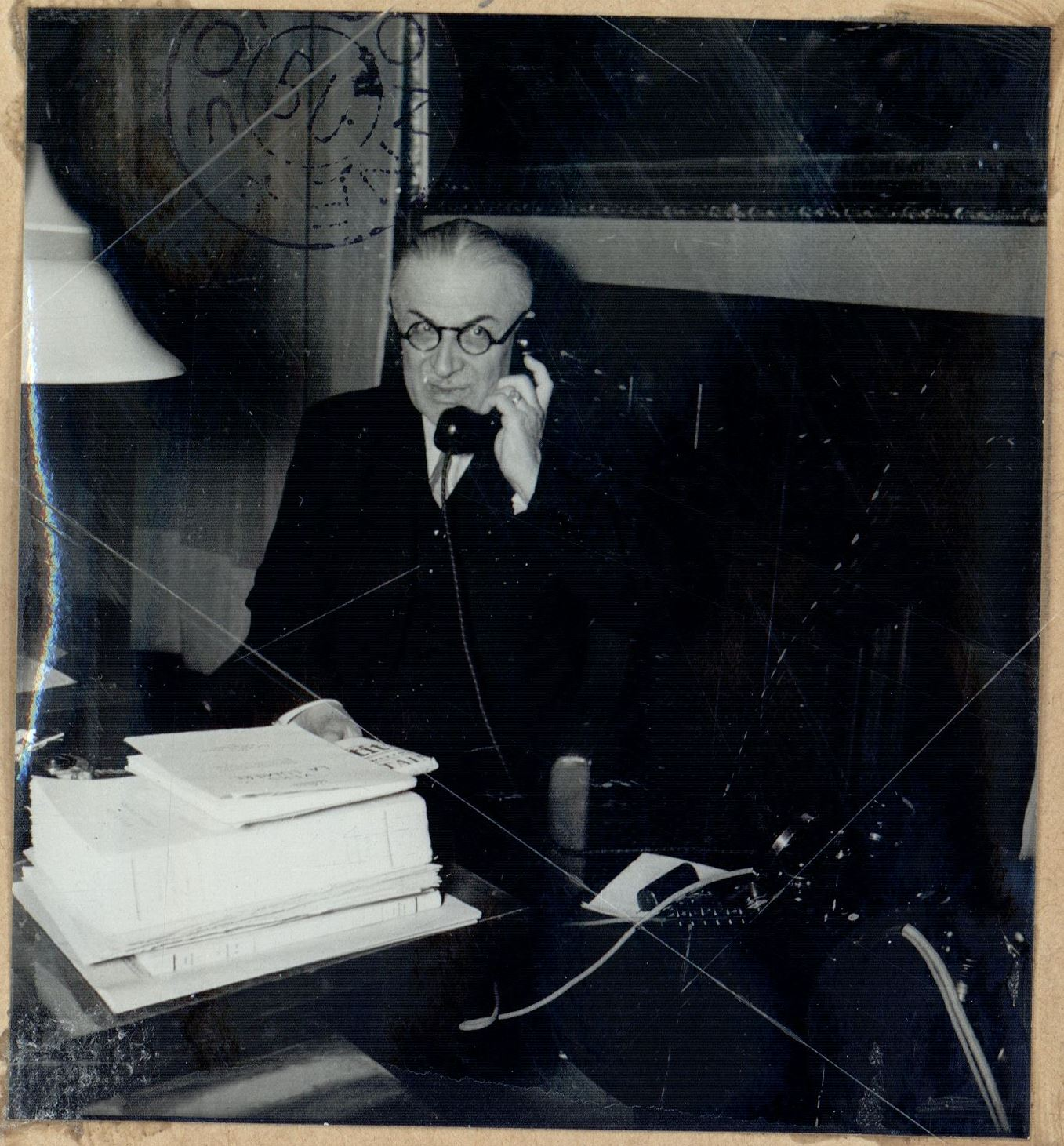
Jérôme Carcopino, au téléphone dans son bureau en décembre 1940 (Bibliothèque interuniversitaire de la Sorbonne, NuBIS).

Sous l'Occupation, il dirige l'École normale supérieure de 1940 à 1942 et assume, sans en avoir le titre, les fonctions de recteur de l'Académie de Paris après la révocation de Gustave Roussy à la suite des manifestations étudiantes du 11 novembre 1940. Catholique mais plutôt laïc, il dénonce les positions cléricales du ministre de l'Instruction publique Jacques Chevalier.
Le 24 février 1941, il est nommé secrétaire d’État à l'Éducation nationale et à la jeunesse dans le gouvernement de l'amiral Darlan. Tout en passant un accord avec le cardinal Suhard sur le financement de l'école privée, ce laïque modéré suspend l'introduction de la religion dans les programmes de morale de l'école primaire et notamment les « devoirs envers Dieu ». « Dieu » cède la place aux « valeurs spirituelles », la patrie, la civilisation chrétienne. Notons toutefois que Jacques Chevalier a été plus tolérant, quoi qu'on en dise, en ne parlant que de Dieu ; Carcopino avec « la civilisation chrétienne » exclut les croyants des autres cultures. L'enseignement religieux n'est plus proposé aux élèves que sous forme facultative. Il attache notamment son nom à la réorganisation de l'enseignement scolaire du 15 août 1941 (qui institue notamment le DEPP). Il propose à Pétain une limitation (numerus clausus) du nombre d'étudiants juifs. Les réformes Carcopino visent à lutter contre la démocratisation de l'école et l'idée d'école unique initiée quelques années plus tôt par les socialistes. Elles favorisent, voire renforcent, le principe d'une école à deux vitesses : abaissement de l'âge de scolarité obligatoire, suppression de la gratuité de l'enseignement secondaire, différenciation entre instituteurs selon la filière, etc. À l'occasion de cette réforme élitiste, le contenu des programmes est modifié.
Dans ses fonctions, il fait appliquer les lois du régime de Vichy, notamment les textes excluant juifs et francs-maçons des fonctions publiques. Sa lettre envoyée à Jean Wahl pour lui signifier en novembre 1940, un mois après le premier statut des Juifs, son exclusion de l’École normale supérieure est ainsi considérée par la rédaction du magazine L'Histoire comme un « sommet de cynisme et de lâcheté mêlés »,,. Quatorze des cent cinquante universitaires juifs obtiennent cependant une dérogation. Dans certains cas spécifiques, surtout d’universitaires, Carcopino bataille pour obtenir une exemption du statut à des professeurs juifs. Il applique le numerus clausus aux étudiants mais refuse de l'appliquer aux lycéens. Maréchaliste et pétainiste, il édicte des mesures antisémites et applique scrupuleusement la législation d'exclusion du gouvernement de Vichy. Universitaire républicain à l’origine, à deux reprises son discours se teinte pourtant de considérations antisémites pendant cette période.
Proche de l'aile neutre des Éclaireurs de France, dont son fils a été un dirigeant, parent par alliance de Georges Bertier, il envisage un temps un scoutisme scolaire.
Jules Isaac dit de lui que, parmi les ministres de l'Éducation nationale de Vichy, il est celui « qui a mis, au service de la Révolution nationale, le tempérament le plus autoritaire et la poigne la plus rude ». On lui doit notamment l'exclusion de l'enseignement du jeune philosophe Valentin Feldman (1909-1942), alors en poste au collège de Dieppe.
Au même moment, il propose sa succession en Sorbonne à son élève Henri-Irénée Marrou, dont il n'ignore pas les activités en faveur de la résistance lyonnaise.
Le 18 avril 1942, il est remplacé par Abel Bonnard au poste de secrétaire d'État à l'Éducation nationale.

#### La Loi Carcopino
Il est l'auteur de la loi du 27 septembre 1941 réglementant les fouilles archéologiques, complétée par la loi du 21 janvier 1942 qui crée un service archéologique géré par le Centre national de la recherche scientifique (CNRS) et organise les circonscriptions archéologiques. Seule la première de ces deux « lois Carcopino » a été validée après la Libération par l'ordonnance du 13 septembre 1945, loi à l'origine de l'organisation administrative de l'archéologie française encore en vigueur, pour partie, au XXIe siècle. Certains auteurs y voient une loi proprement vichyste, d'autres une loi de circonstance dans le but de se prémunir contre les fouilles de l'occupant nazi.

### Retour à l'ENS et déportations au sein de l'école
Au retour de Pierre Laval aux affaires en avril 1942, Carcopino démissionne et, retrouvant son poste de directeur de l'École normale supérieure, s'efforce de faire échapper ses élèves au Service du travail obligatoire (STO). Il instaure une quatrième année d'études permettant aux normaliens de commencer une thèse. Il intervient pour tenter de sauver des élèves et des administrateurs de l'école, tels Raymond Croland (un agrégé-préparateur engagé dans la Résistance) ou Jean Baillou et Georges Bruhat (le secrétaire général et le directeur adjoint, sans engagement au sein d’un réseau de résistance, ils ont couvert les activités clandestines des élèves), mais ses interventions sont inefficaces : la « famille Bruhat et Aline Baillou garderont le souvenir d’un directeur peu courageux et avant tout soucieux de préserver son sort » et « s’il s’est montré assurément hostile à la loi instaurant le STO, il n’a jamais souhaité pour autant que les normaliens s’engagent dans la Résistance. Il a même publiquement désavoué ceux qui avaient fait ce choix ».
Précédemment, Carcopino avait adressé le 8 mars 1944 une lettre en allemand à Otto Abetz pour solliciter, plus de six mois après l’arrestation de Cavaillès, la mansuétude pour ce philosophe normalien et fondateur du réseau Libération, au regard de sa valeur intellectuelle. Il rappellera en vain que Cavaillès s’était rendu en Allemagne au début des années 1930 à l’université de Göttingen pour rééditer la correspondance de Cantor avec Dedekind. Une copie de la lettre a été adressée à la Délégation française d'Armistice à Wiesbaden, qui sera ultérieurement versée à son dossier durant l'épuration.

### Procès
À la Libération, il est révoqué de ses fonctions pour sa participation au gouvernement de Vichy. Emprisonné à Fresnes en août 1944, dans la même cellule que Sacha Guitry, il obtient sa libération provisoire en février 1945. Le 11 juillet 1947, la Haute cour de justice rend un arrêt de non-lieu pour services rendus à la Résistance, alors que son prédécesseur en tant que secrétaire d'État à l'Instruction publique, Jacques Chevalier, est condamné à vingt ans de travaux forcés, et que son successeur à cette même fonction, Abel Bonnard, est condamné à mort (par contumace). En 1951, il est réintégré dans la fonction publique.
Dans ses mémoires, il présente, selon Simon Epstein, une « apologie systématique et documentée à l'extrême du pétainisme en général et de son rôle personnel en particulier ».

### Décès
Il meurt le 17 mars 1970 en son domicile dans le 7e arrondissement de Paris et est inhumé à Laferté-sur-Aube, commune de Haute-Marne où il séjournait régulièrement durant quarante ans.

## Apport à l'histoire de la Rome antique
Historien de la Rome antique, Jérôme Carcopino a publié de nombreux ouvrages parmi lesquels : Ovide et le culte d'Isis, Sylla ou la monarchie manquée (1932), Aspects mystiques de la Rome païenne, De Pythagore aux apôtres, La Vie quotidienne à Rome à l'apogée de l'Empire (1939), etc. Son ouvrage le plus connu est son César (1936).
Membre de l'Académie pontificale d'archéologie romaine, docteur honoris causa de l'université d'Oxford, membre de l'Académie des inscriptions et belles-lettres, Jérôme Carcopino est élu à l'Académie française le 24 novembre 1955 au fauteuil d'André Chaumeix, également pétainiste, ce qui lui permet de faire aussi à l'occasion l'éloge de Pétain (« il en admirait le réalisme minutieux et la majestueuse rectitude, la foi intacte dans les destinées du pays, l’abnégation totale et délibérée »). Il y est reçu le 15 novembre 1956 par André François-Poncet qui prononce à cette occasion un mémorable discours.
En 1969, son nom est donné au musée archéologique d'Aléria, site dont il a encouragé les fouilles.
Son épouse, née Antoinette Hillemacher (fille du compositeur Lucien Hillemacher), meurt le 27 août 1973 à 87 ans[réf. nécessaire].

## Distinctions
- Officier de la Légion d'honneur[Quand ?] ;
- Croix de guerre 1914–1918 ;
- Membre de l'Académie des inscriptions et belles-lettres en 1930 ;
- Prix Louis-Barthou de l'Académie française en 1938
- Membre de l'Académie française en 1955 ;
- Docteur honoris causa de l’université d'Oxford ;
- Membre de l'Académie roumaine ;
- Membre de l'École française de Rome.

## Iconographie
Une médaille posthume à l'effigie de Jérôme Carcopino a été exécutée par le graveur Carlo Sarrabezolles en 1970. Un exemplaire en est conservé au musée Carnavalet (ND 0977).

## Publications
- La Terre de Verneuil à la veille de la Révolution, Verneuil-sur-Avre, A. Aubert, 1906, 55 p. ;
- Histoire de l'ostracisme athénien, in Mélanges d'histoire ancienne, Paris, Alcan, 1909, p. 83-267 ;
- Virgile et les origines d'Ostie, Paris, De Boccard, EFR, 1919, 819 p. ;
- La loi de Hiéron et les Romains, Paris, De Boccard, EFR, 1919, 309 p. ;
- La Louve du Capitole, Paris, Les Belles Lettres, 1925, 90 p. ;
- Études romaines. Tome 1 – La Basilique pythagoricienne de la Porte majeure, Paris, L'Artisan du livre, 1926, 415 p. ;
- Autour des Gracques. Études critiques, Paris, Les Belles Lettres, 1928, 307 p. ;
- Des Gracques à Sylla, Paris, PUF, 1929, 488 p. ;
- Ostie, Paris, Henri Laurens, 1929, 64 p. ;
- Virgile et le mystère de la IVe Églogue, Paris, L'Artisan du livre, 1930, 223 p. ;
- Sylla ou la monarchie manquée, Paris, L'Artisan du livre, 1931, 248 p. ;
- Points de vue sur l'impérialisme romain, Paris, Le divan, 1934, 276 p. ;
- L'ostracisme athénien, Paris, Alcan, 1935, 263 p. ;
- César, Paris, PUF, 1936, 590 p. ;
- La vie quotidienne à Rome à l'apogée de l'Empire, Paris, Hachette, 1939, 348 p. ;
- Aspects mystiques de la Rome païenne, Paris, L'Artisan du livre, 1941, 317 p. ;
- Le Maroc antique, Paris, Gallimard, 1943, 337 p. ;
- Les secrets de la correspondance de Cicéron, Paris, L'Artisan du livre, 1947, 2 vol., 447 et 495 p. ;
- Études d’histoire chrétienne. Tome 1 – Les fouilles de Saint-Pierre et la tradition, Paris, Albin Michel, 1953, 293 p. ;
- Souvenirs de sept ans 1937-1944, Paris, Flammarion, 1953, 703 p. ;
- Le Mystère d'un symbole chrétien : l'ascia, Paris, Fayard, 1955, 96 p. ;
- De Pythagore aux Apôtres. Études sur la conversion du monde romain, Paris, Flammarion, 1956, 381 p. ;
- Alésia et les ruses de César, Paris, Flammarion, 1958, 221 p. ;
- Passion et politique chez les Césars, Paris, Hachette, 1958, 223 p. ;
- Les Étapes de l'impérialisme romain, Paris, Hachette, 1961, 272 p.[33] ;
- Profils de conquérants, Paris, Flammarion, 1961, 414 p.[34] ;
- Rencontres de l'histoire et de la littérature romaines, Paris, Flammarion, 1963, 285 p. ;
- Études d'histoire chrétienne. Tome 2 – Les reliques de Saint-Pierre de Rome, Paris, Albin Michel, 1965, 63 p. ;
- Souvenirs romains, Paris, Hachette, 1968, 292 p. ;
- Souvenirs de la guerre en Orient, 1915-1917, Paris, Hachette, 1970, 224 p.
- Les bonnes leçons, Paris, Les Belles Lettres, 1990, 235 p.